# 4021 Dancey
4021 Dancey (1981 QD2) là một tiểu hành tinh vành đai chính được phát hiện ngày 30 tháng 8 năm 1981 bởi Bowell, E. ở Flagstaff (AM).